# Crimzon Clover
Crimzon Clover est un jeu vidéo bullet hell dōjin soft développé par Yotsubane. Son nom fait référence au trèfle incarnat, une espèce de trèfle originaire d'Europe. Initialement sortie sur Microsoft Windows le 11 janvier 2011 au Japon, une version arcade NESiCAxLive est sortie le 25 avril 2013. Une mise à jour sur Windows, intitulée Crimzon Clover: World Ignition, est sortie dans le monde entier le 6 juin 2014 via Steam, le 3 décembre. 2014 via GOG.com. Une autre version du jeu nommé Crimzon Clover: World Explosion est sortie sur Nintendo Switch le 29 octobre 2020.

## Système de jeu
Crimzon Clover est un bullet hell dans lequel le joueur devra combattre des ennemis tout en évitant les projectiles de ses derniers.

## Accueil
Hardcore Gamer a fait l'éloge de Crimzon Clover: World Ignition, lui attribuant une note de 4 sur 5 et déclarant : « Nous n'avions pas grand chose à dire sur Crimzon Clover: World Ignition qui était négatif. C'était par conception, cependant, car nous ne pouvons pas reprocher à un jeu des défauts qu'il ne possède pas. Si quoi que ce soit, les seuls défauts qu'il peut avoir sont ceux intrinsèques au genre, pas le jeu ».
Lors de la sortie du jeu sur Nintendo Switch, Taikenban Webzine a affirmé : « Amateurs de shoot'em ups en général et de bullet hell en particulier, vous ne pouvez pas passer à côté de Crimzon Clover: World EXplosion. Ce titre est tout simplement un des meilleurs représentant du genre sur la petite Switch ».